# 永原康史
永原 康史（ながはら やすひと、1955年 - ）は、日本のグラフィックデザイナー・アートディレクター。多摩美術大学教授。大阪生まれ。京都市立芸術大学大学院美術研究科博士後期課程満期退学。
2007年よりモリサワ・ウェブサイトにて「文字の手帖─文字を組む方法」、また2001年6月より雑誌 『Web Designing』にて「デザインにできること」を連載中。
元妻の福井めぐみ（C.Memiこと永原めぐみ）はフォークデュオ「杏」で活動、娘の永原真夏はミュージシャンとして活動している。

## 職歴
- 株式会社永原康史事務所　代表取締役（1983年01月〜継続中）
- 岐阜県立国際情報科学芸術アカデミー　教授（1997年04月〜2007年03月）
- 慶應義塾大学環境情報学部　非常勤講師（1998年04月〜2006年03月）
- 情報科学芸術大学院大学　非常勤講師（2001年04月〜継続中）
- 多摩美術大学情報デザイン学科　教授（2006年04月〜継続中）
- ATypI（国際タイポグラフィ協会）会員。

## 主な仕事
- 1995年「イマジネーションの表現」東京都写真美術館／第8回大阪トリエンナーレ美術展カタログコンクール最優秀作品賞
- 2000年「戦国博」インターネット博覧会岐阜県パビリオン／2001年グッドデザイン賞
- 2002年「本阿弥光悦マルチメディア展示プロジェクト」フィラデルフィア美術館、光悦プロジェクト／MMCAマルチメディアグランプリ2000　展示・イベント部門最優秀賞
- 2002年「RGBスケールキット」
- 2004年「サイバー日本館」2005年愛知万博政府出展事業
- 2006年「秀英体展示室」DNP五反田ビル／DDA優秀賞
- 2007年「地下展─空想と科学がもたらす闇の冒険」日本科学未来館／文化庁メディア芸術祭 アート部門審査委員会推薦作品

## 著書

### 単著
- 『3 1/2［サンカ・ニブンノイチ］』 講談社、1993年、ISBN 4061774018
- 『デザイン・ウィズ・コンピュータ』 MdNコーポレーション、1999年、ISBN 4844355082
- 『日本語のデザイン』 美術出版社、2002年、ISBN 4568502438
- 『デザイン・ウィズ・コンピュータ［改訂版］』 MdNコーポレーション、2003年、ISBN 978-4844356844
- 『デザインの風景』 ビー・エヌ・エヌ新社、2010年、ISBN 978-4861007040
- 『インフォグラフィックスの潮流：情報と図解の近代史』 誠文堂新光社、2016年、ISBN 978-4416115497
- 『よむかたち : デジタルとフィジカルをつなぐメディアデザインの実践』 誠文堂新光社、2022年、ISBN 978-4416522622

### 共著
- 『CGステレオグラム』小学館、1992年
- 『3D美術館』美術出版社、1993年
- 『高等学校芸術科 美術 II』光村図書出版、2002年
- 『高等学校芸術科 美術 II（教師用）』光村図書出版、2002年
- 『デザイン言語─感覚と論理を結ぶ思考法』慶應義塾大学出版会、2002年
- 『映像体験ミュージアム─イマジネーションの未来へ』工作舎、2002年
- 『VISUAL DESIGN 5  コンピュータとデザイン』六燿社、2003年
- 『intermedia─メディアと芸術の相関を思考する』トランスアート、2003年
- 『タイポグラフィ・タイプフェイスのいま。─デジタル時代の印刷文字』女子美術大学日本エディタースクール出版部、2004年
- 『中学校美術科 美術1，2・3上，2・3下』光村図書出版、2006年
- 『デザイン言語2.0─インタラクションの思考法』慶應義塾大学出版会、2006年
- 『創造性の宇宙─Universe of Interaction』（多摩美術大学情報デザイン学科十周年記念論集）工作舎、2008年

## 主な展覧会
- 1993年　個展「［Gemini─二つの眼と一つの脳による読書術］展」インターフォーム・コンテンポラリー（大阪）
- 1998年「On the ashes of stars 展」モナッシュ大学ギャラリー（メルボルン）
- 2000年「The Arts of Ho’ami Koetsu, Japanese Renaissance Master」フィラデルフィア美術館（フィラデルフィア）
- 2002年「映像体験ミュージアム─イマジネーションの未来へ」東京都写真美術館ほか全国巡回（倉敷市立美術館、福井県立美術館、せんだいメディアテーク、茨城県つくば美術館、福岡市博物館）
- 2002年　個展「永原康史［メディアとデザイン］展」DIC COLOR SQUARE（東京）
- 2004年「違いとギャップ、その集めた表」弘益大学現代美術館（ソウル）
- 2005年「Meta Visual─10 Anniversaire du Tokyo Metropolitan Museum of Photography」Centre des Arts d’Enghien-les-Bains（パリ）
- 2007年「COMMIX Art Festival in Pusan 2007」NCギャラリー（釜山）
- 2007年「堀場国際会議［ユビキタス・メディアーアジアからのパラダイム創成］」東京大学工学部2号館2階展示室／2階フォーラム（東京）

## 受賞歴
- 1993年：InterNational QuickTime Festival Judges 実験作品部門 優秀作品賞[3]
- 1995年：第37回 全国カタログポスター展 印刷研究所賞[3]
- 1996年：大阪トリエンナーレ'96 第8回 美術展カタログコンクール 最優秀作品賞[3]
- 1996年：第38回 全国カタログポスター展 印刷研究所賞[3]
- 2000年：MMCA マルチメディアグランプリ2000 展示イベント部門 最優秀賞[3]
- 2002年：GOOD DESIGN AWARD 2002 コミュニケーションデザイン部門 グッドデザイン賞[3]
- 2008年：文化庁メディア芸術祭アート部門審査委員会推薦作品（サイン・展示グラフィック担当「地下展」日本科学未来舘）[3]
- 2011年：国際カレンダー展 特別賞（ドイツ）[3]
- 2012年：第64回全国カレンダー展 国立印刷局理事長賞[3]